# (11514) Tsunenaga
(11514) Tsunenaga (1991 CO1) – planetoida z pasa głównego asteroid okrążająca Słońce w ciągu 5,25 lat w średniej odległości 3,02 j.a. Odkryta 13 lutego 1991 roku.